# Salsifis des prés
Tragopogon pratensis
Espèce
Classification phylogénétique
Synonymes
- Tragopogon praecox Focke, 1905[1]

Le Salsifis des prés, Tragopogon pratensis, est une espèce de plantes à fleurs appartenant à la famille des Asteraceae. Également nommée Barbe-de-bouc, cette espèce de l’hémisphère Nord caractéristique des prairies de fauche est comestible.

## Taxonomie

### Nom scientifique
L'espèce est décrite par le naturaliste suédois Carl von Linné en 1753 sous le nom Tragopogon pratensis selon sa méthode binomiale.

### Étymologie
Le nom de genre Tragopogon provient du grec ancien τράγος, trágos, « bouc » et πώγων, pôgôn, « barbe », allusion aux longs poils blanchâtres ou brunâtres semblables à une barbiche qui surmontent le fruit ou aux bractées de l'involucre qui se courbent vers le bas lorsque la plante est en fruits. Quant à son épithète spécifique, elle provient du latin pratensis, « des prés ».

### Noms français
En français, Tragopogon pratensis porte le nom vulgarisé et normalisé Salsifis des prés,,,, salsifis sauvage ainsi que les noms vernaculaires « Barbe de bouc », « Barbe de bouc des prés » et « Barbouzet ».

### Sous-espèces
Liste des sous-espèces selon GBIF (8 décembre 2021) :
- Tragopogon pratensis subsp. pratensis
- Tragopogon pratensis subsp. grandiflorus Döll, 1843
- Tragopogon pratensis subsp. leiocarpus (Trnka) Greuter
- Tragopogon pratensis f. roseomarginatus Thell.

## Description

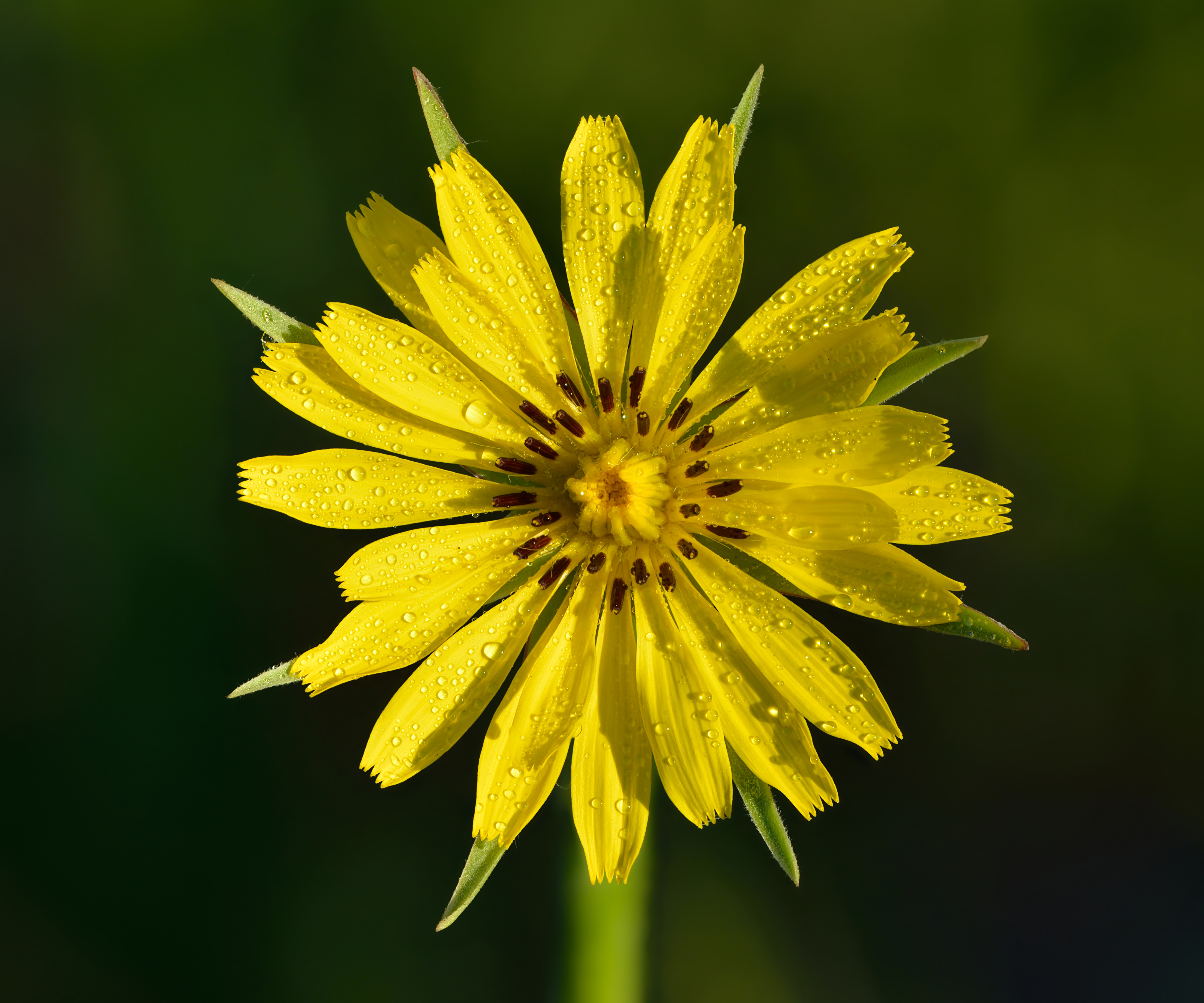
Capitule du Salsifis des prés.

Le Salsifis des prés est une plante herbacée bisannuelle ou pérenne et monocarpique à latex. Sa racine pivotante est bien développée. Ses feuilles sont entières et étroites, lancéolées, à extrémité aiguë. Ses fleurs ligulées sont réunies en capitules, de couleur jaune dont l'involucre est formé d'une seule rangée de bractées (8 à 12) soudées à leur base, étroites, beaucoup plus longues que les ligules. Ce capitule ne s'ouvre que le matin, surtout par temps ensoleillé. Ses Fruits sont des akènes surmontés d'une aigrette constituée de poils plumeux, rappelant celui des pissenlits. Tel un parachute, il entraîne au loin les graines avec la complicité du vent, c'est l'anémochorie.

Tragopogon pratensis, le Salsifis des prés
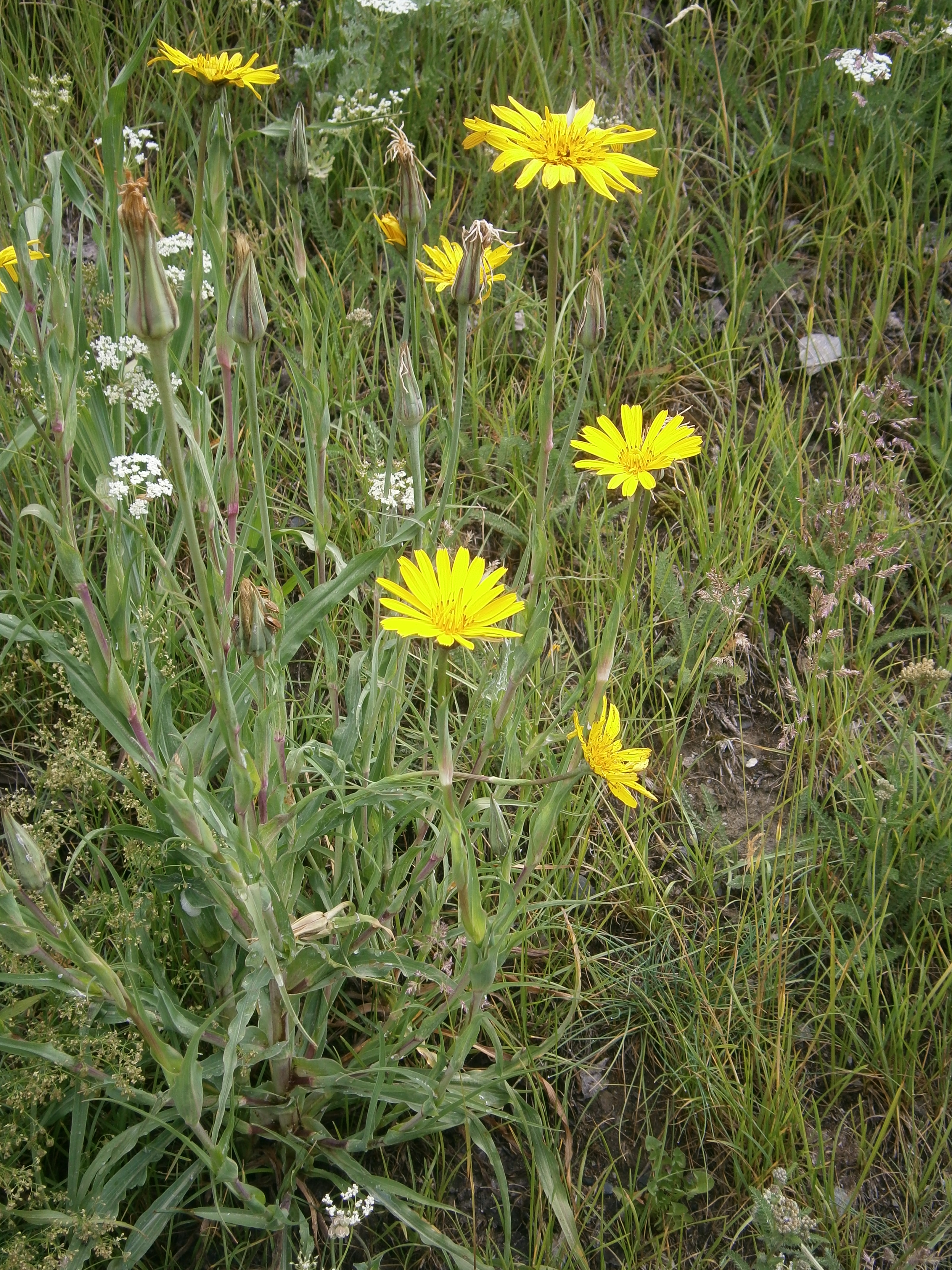
Vue générale.
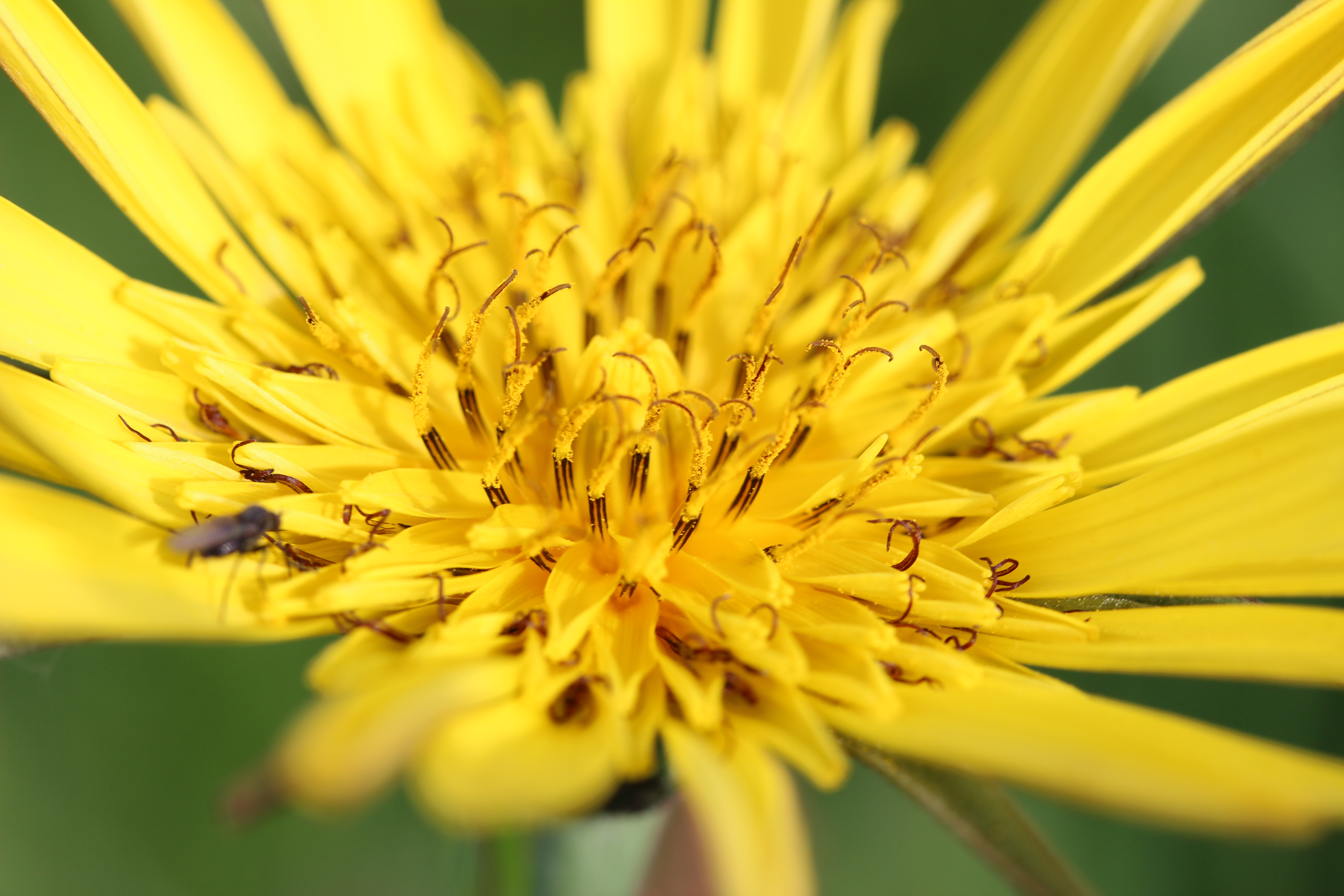
Capitule.
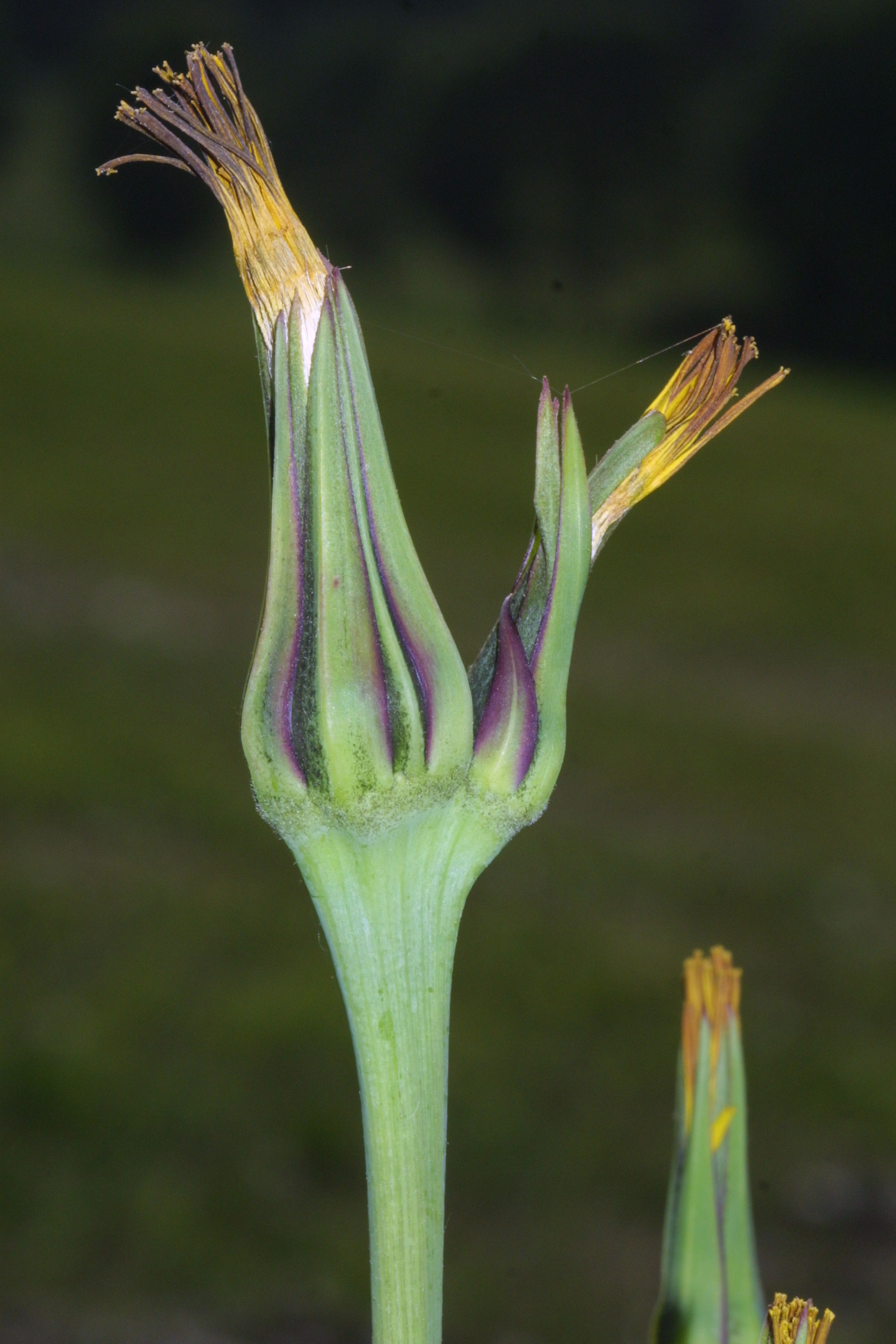
Capitules fermés.
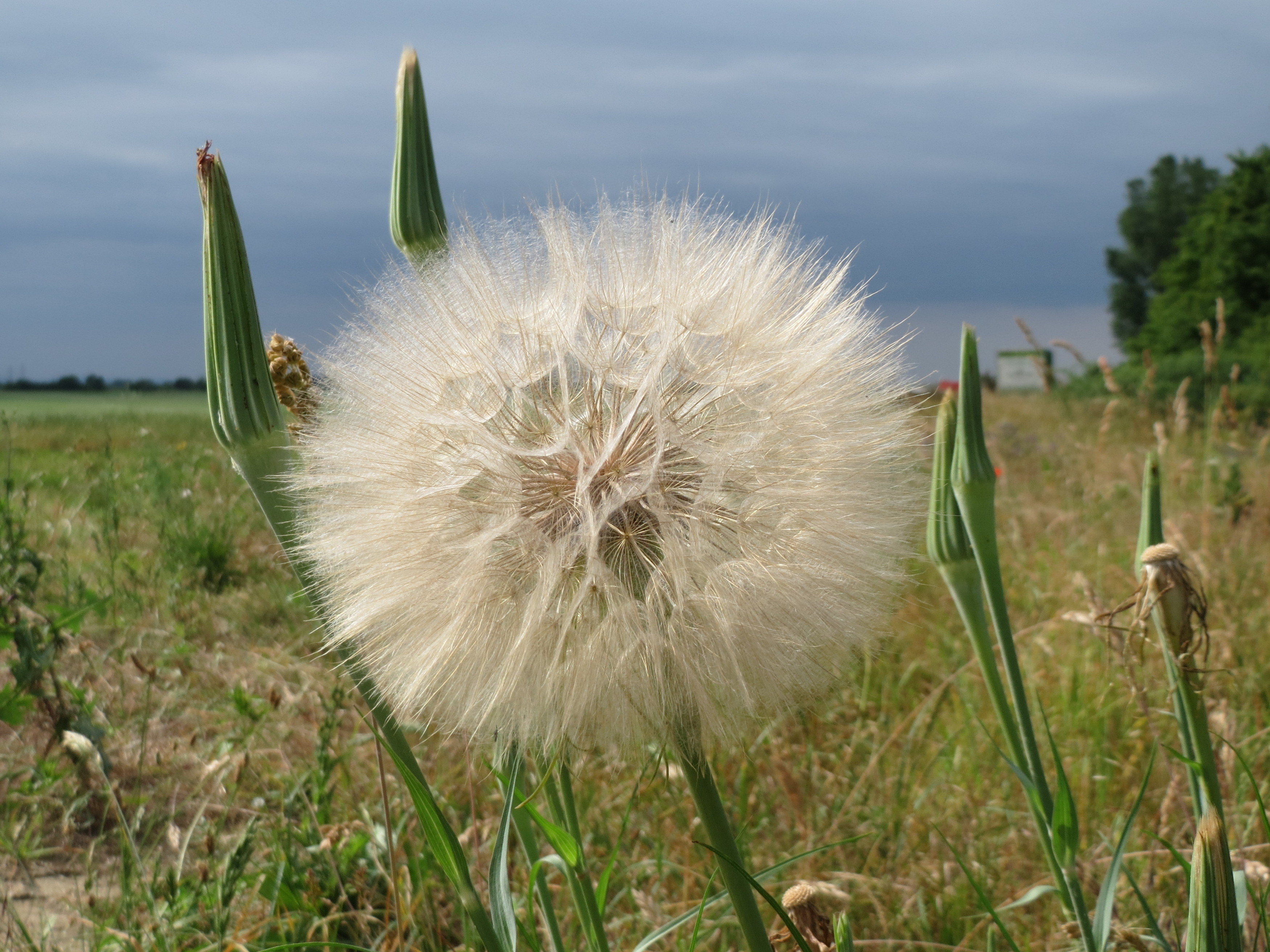
Akènes.
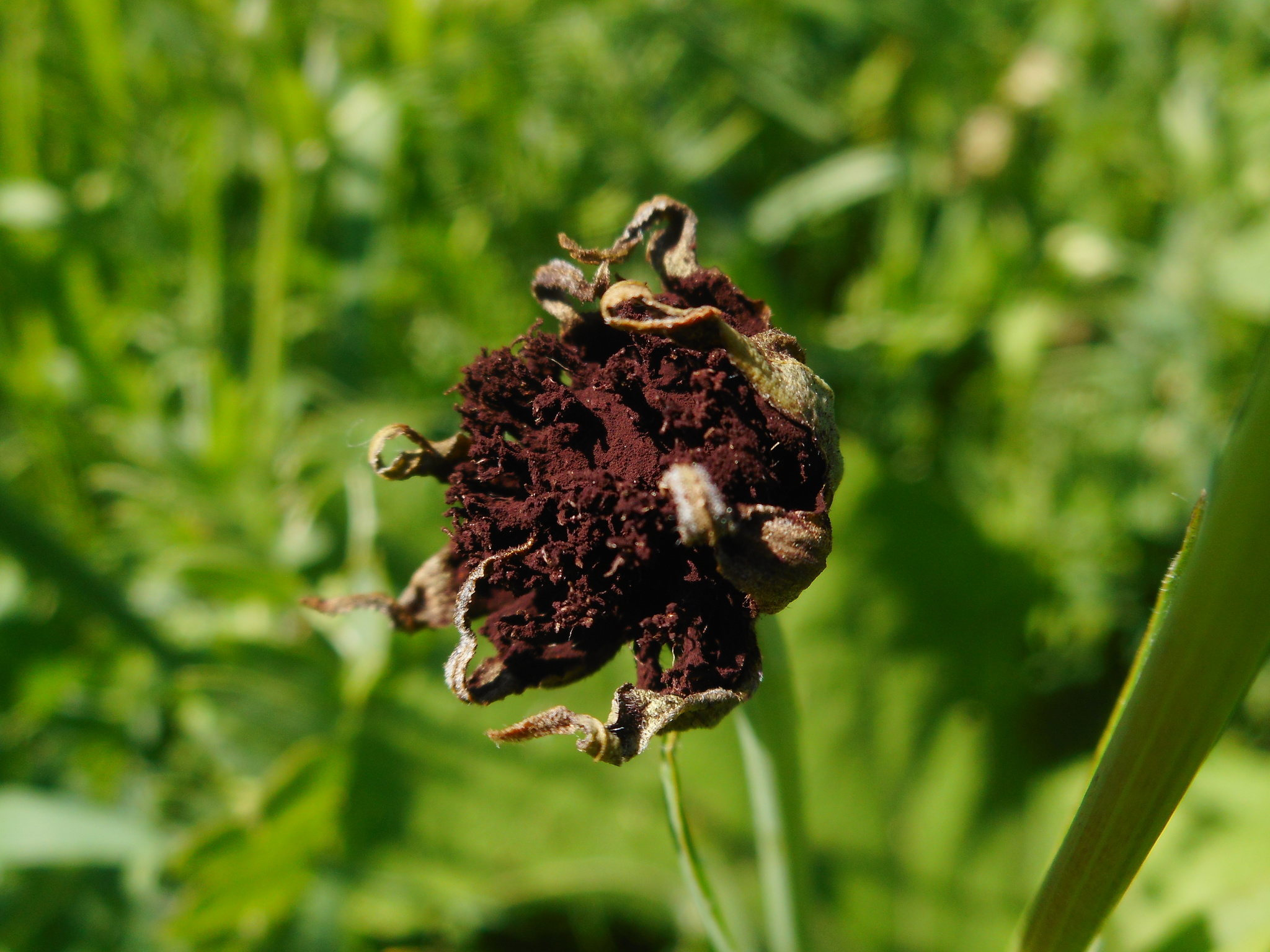
Microbotryum tragopogonis-pratensis.
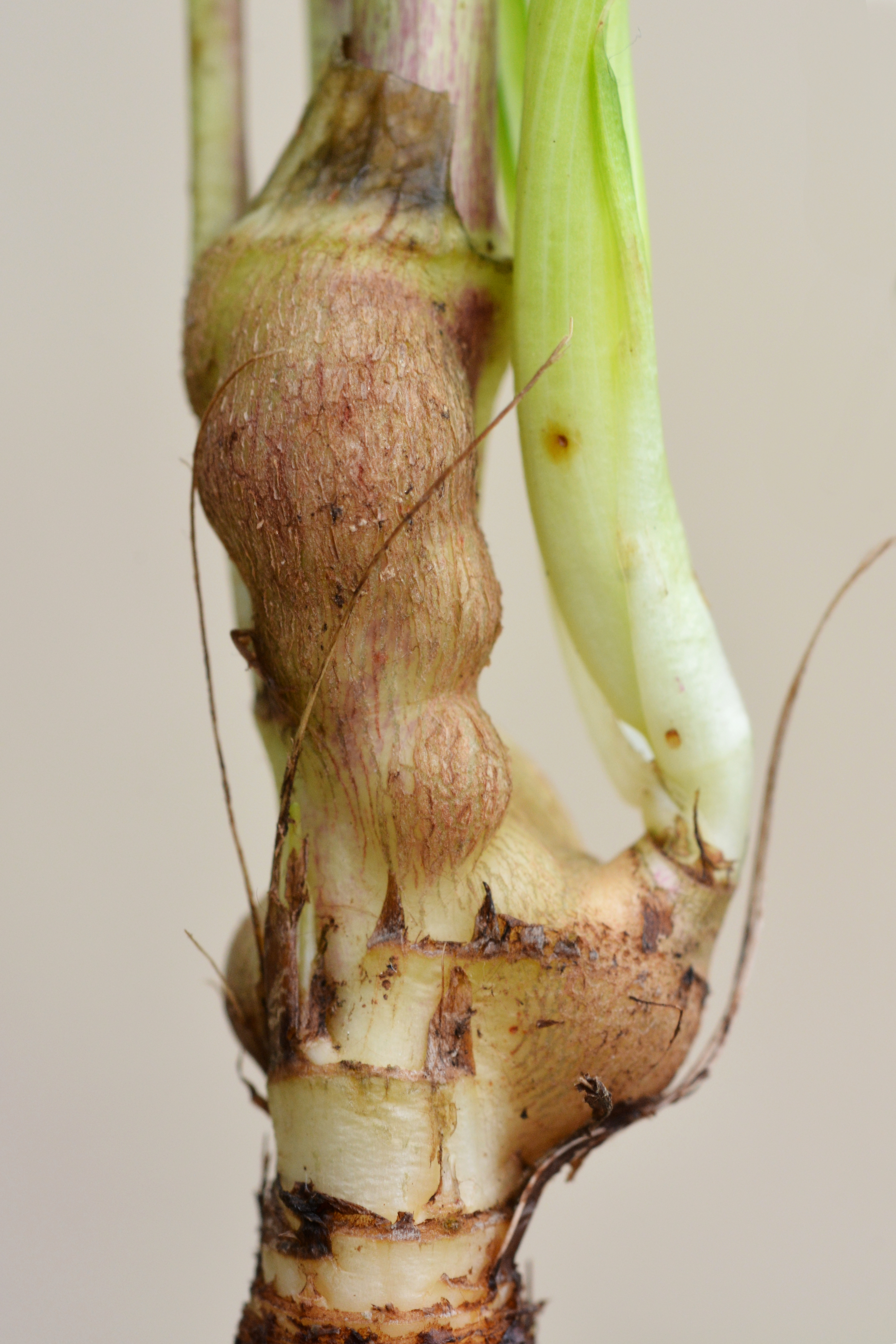
Galle due à Aulacidea tragopogonis.
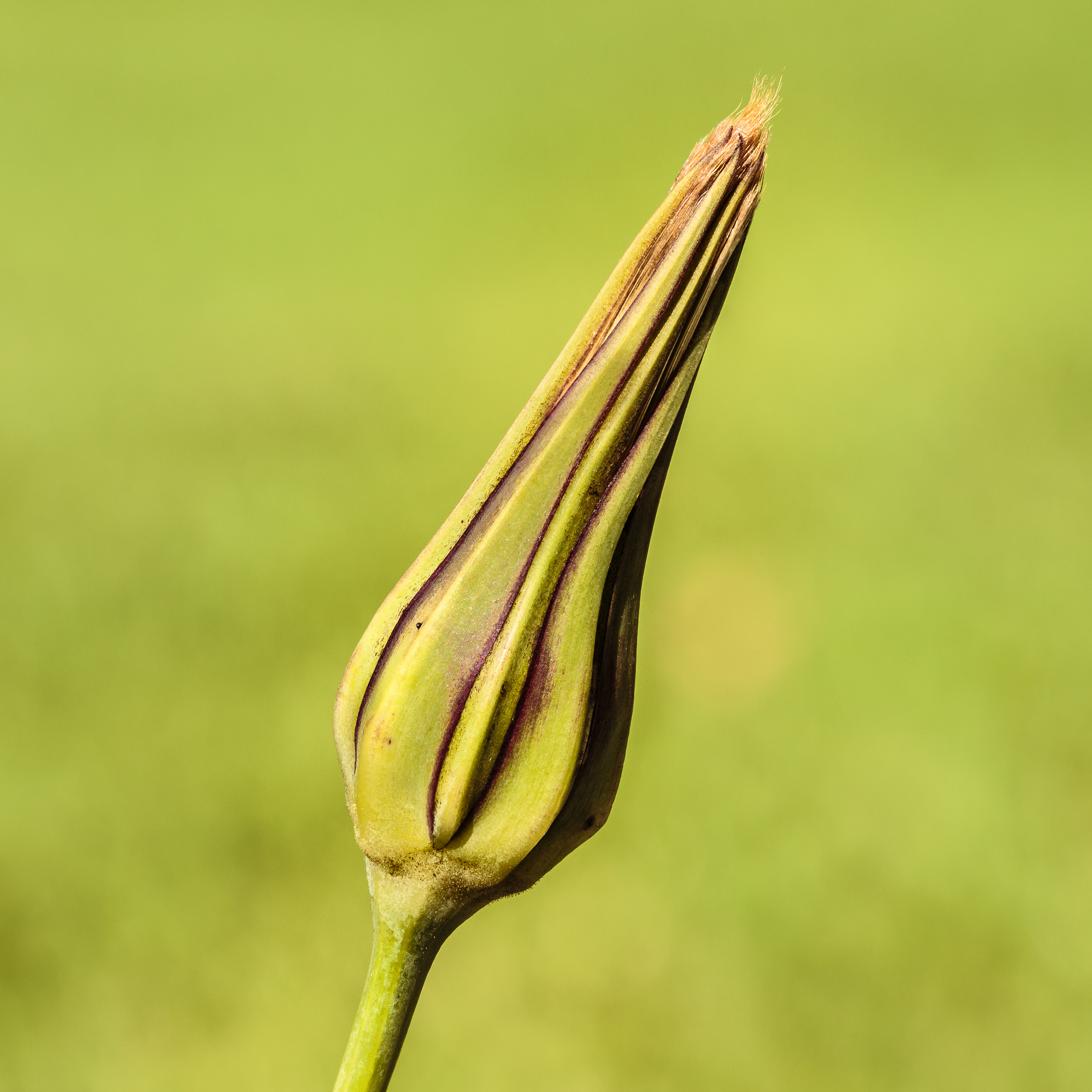
Bourgeon de fleur d'un salsifis des prés.

## Parasitisme
Le Salsifis des prés est parfois parasité par un microchampignon nommé Microbotryum tragopogonis-pratensis qui provoque la maladie fongique du charbon. Il déforme les boutons floraux pour qu'ils produisent une masse de spores brun chocolat. Lorsque les bractées s'écartent, les spores sont diffusées par le vent et la pluie. Il n'est alors pas comestible
Une mouche de la famille des Tephritidae, Orellia falcata, est également friande de ce Salsifis. Elle pond ses œufs dans les racines et provoque une galle afin que ses larves s'y développent. Un autre insecte galligène, une guêpe de la famille des Cynipidae, Aulacidea tragopogonis, provoque un renflement au niveau de son collet.

## Écologie et répartition
Le Salsifis des prés est caractéristique des prairies de fauche.
Cette espèce est commune en Europe, ainsi que dans l'est de l'Amérique du nord, du Massachusetts au Québec.

## Usages
La racine pivotante bien développée est comestible. Sa récolte s'effectuant généralement en automne.